# Родбертус-Ягецов, Карл Иоганн
Иоганн Карл Родбертус-Ягецов (нем. Johann Karl Rodbertus-Jagetzow; 12 августа 1805, Грайфсвальд, Мекленбург-Передняя Померания — 6 декабря 1875, Фёльшов, Мекленбург-Передняя Померания) — немецкий экономист, автор сочинений по вопросам земельной ренты и прибыли, один из основоположников теории «государственного социализма», выразитель интересов обуржуазившегося прусского дворянства. При упоминании в литературе традиционно вторая часть фамилии (Ягецов) не пишется, и используется только первая часть — Родбертус.

## Жизнь и принципы
Сын профессора права Иоганна Кристофа Родбертуса. В 1835 купил имение Ягецов в Померании, где прожил с небольшими перерывами до конца жизни. Стал использовать название имения в качестве части своей фамилии.
Во время революции 1848 года член прусского ландтага, один из организаторов «партии реформ», в течение короткого периода министр образования в прусском либеральном правительстве Ганземана. После поражения революции он оказался слишком либеральным и не принимал активного участия в политической жизни, удалившись в своё померанское поместье.

## Родбертус и Маркс
После смерти Родбертуса в 1879 и 1881 годах были опубликованы его письма, в которых он утверждал, что раньше, короче и яснее, чем Маркс показал происхождение прибавочной стоимости в 1842 году в книге «К познанию нашего государственно-хозяйственного строя». Энгельс, издавая в 1885 году второй том «Капитала», своё предисловие в основном посвятил опровержению этих утверждений Родбертуса и его сторонников. Й. Шумпетер соглашается с заключением Энгельса об отсутствии заимствований Маркса у Родбертуса:

Он был по сути и в том же смысле, что и Маркс, рикардианцем. Его анализ заключался в развитии доктрины Рикардо в определённом направлении, которое было в сущности параллельно, но отлично от направления Маркса.
— История экономического анализа

## Список произведений
- Экономические сочинения. — Л.: Соцэкгиз, 1936.
- Исследование о капитале: Торговые кризисы и государственное хозяйство. — 2-е изд. — М.: Либроком, 2012. — 226 с. — (Классика политэкономической мысли). — ISBN 978-5-397-02922-3.
- Земельные отношения в Римской империи. — 2-е изд. — М.: Либроком, 2012. — 104 с. — (Классика политэкономической мысли). — ISBN 978-5-397-03273-5.
- Налоговая система в Римской империи. — 2-е изд. — М.: Либроком, 2013. — 512 с. — (Классика политэкономической мысли). — ISBN 978-5-397-03283-4.